# Grup de la clorofenicita
El grup de la clorofenicita és un grup de minerals de la classe dels fosfats. Està format per quatre minerals arsenats: clorofenicita, jarosewichita, magnesioclorofenicita i peterchinita. La jarosewichita cristal·litza en el sistema ortoròmbic i les altres tres espècies del grup ho fan en el monoclínic. Hi ha un cinquè mineral, l'anomenat Mineral E (of Dunn, et. al., 1982), proposat l'any 1982 i inclòs com un potencial nou membre del grup, però que no ha estat aprovat per l'Associació Mineralògica Internacional.
| Espècie               | Fórmula                  |
| --------------------- | ------------------------ |
| Clorofenicita         | (Mn,Mg)₃Zn₂(AsO₄)(OH,O)₆ |
| Jarosewichita         | Mn²⁺₃Mn³⁺(AsO₄)(OH)₆     |
| Magnesioclorofenicita | (Mg,Mn)₃Zn₂(AsO₄)(OH,O)₆ |
| Peterchinita          | Zn₃Zn₂(OH)₆As[O₃(OH)₃]   |

Segons la classificació de Nickel-Strunz totes aquestes espècies, excepte la peterchinita, pertanyen a «08.BE: Fosfats, etc. amb anions addicionals, sense H₂O, només amb cations de mida mitjana, (OH, etc.):RO₄ > 2:1» juntament amb els següents minerals: augelita, grattarolaïta, cornetita, clinoclasa, arhbarita, gilmarita, allactita, flinkita, raadeïta, argandita, gerdtremmelita, dixenita, hematolita, kraisslita, mcgovernita, arakiïta, turtmannita, carlfrancisita, synadelfita, holdenita, kolicita, sabel·liïta, theisita, coparsita i waterhouseïta. La peterchinita pertany a «08.BH: Fosfats, etc. amb anions addicionals, sense H₂O, amb cations de mida mitjana i gran, (OH, etc.):RO₄ = 1:1» juntament amb: thadeuïta, durangita, isokita, lacroixita, maxwellita, panasqueiraïta, tilasita, drugmanita, bjarebyita, cirrolita, kulanita, penikisita, perloffita, johntomaïta, bertossaïta, palermoïta, carminita, sewardita, adelita, arsendescloizita, austinita, cobaltaustinita, conicalcita, duftita, gabrielsonita, nickelaustinita, tangeïta, gottlobita, hermannroseïta, čechita, descloizita, mottramita, pirobelonita, bayldonita, vesignieïta, paganoïta, jagowerita, carlgieseckeïta-(Nd), attakolita i leningradita.
Els minerals d'aquest grup són molt poc habituals, i han estat trobats en molt pocs indrets: a la mina Franklin (Nova Jersey, Estats Units), la localitat tipus de totes quatre espècies; a la mina Sterling, molt propera a l'anterior i segon indret on va ser descrita la magnesioclorofenicita; i a les localitats d'escòries de Lavreotiki, a Àtica (Grècia), on es va descriure el 1988 la clorofenicita.